# 대선거구제
대선거구제(大選擧區制)는 하나의 선거구에서 2명 이상의 후보를 뽑는 선거 제도이다.
하나의 선거구에서 1명의 당선자를 선출하는 소선거구제에 대응하는 말로, 이 중에서도 한 선거구에서 2~5명을 선출하는 것을 중선거구제라고도 한다(주로 특별시, 도, 광역시 단위로 시행).

## 투표 방식
- 단기명투표(單記名投票) : 선거권자가 후보자 중 1명에게만 투표하는 방식.
- 연기명투표(連記名投票) : 2명 이상에게 투표하는 방식.
- 정당명부식 비례대표제(比例代表制)도 대선거구제로 볼 수 있다.

| - 단순 단기명 투표 : 단기 비이양식 투표 제도라고도 한다. 선거권자가 후보자 중 1명에게만 투표하고, 가장 많은 득표를 한 후보자 순으로 당선된다(예. 대한민국의 자치구·시·군의회 지역구 의원 선거). - 단기 이양식 투표 : 선거권자가 후보자들에 대한 선호의 순위를 표시하여 투표하여 1순위부터 쿼터{당선 필요 득표수 = 유효투표수/(당선 정원+1)}를 채운 후보자 순으로 당선되고, 쿼터를 초과하는 표는 다음 순위자에게 비례 배분한다. | - 완전 연기명 투표 : 선거권자가 해당 선거구에서 선출되는 당선 정원만큼의 후보자에게 투표한다(예. 한 선거구에서 6명이 선출될 경우, 후보자 중 6명에게 기표 가능). - 제한 연기명 투표 : 선거권자가 해당 선거구에서 선출되는 당선 정원보다 적은 수의 후보자에게 투표한다(예. 한 선거구에서 6명이 선출될 경우, 1960년 대한민국 제5대 총선 참의원 의원 선거 규칙에 따르면 당선 정원의 2분의 1인 3명까지 기표 가능). - 누적투표제 : 연기명 투표의 일종으로, 선거권자가 특정 후보에게 중복해서 투표할 수 있다. 기본적으로 단기명 투표하고 제한 연기명 투표는 소수파에게 유리하고, 완전 연기명 투표는 다수파에게 유리하다. |

### 대한민국
2025년 현재 대한민국에서는 공직선거법 제26조 제2항에 의거, 자치구·시·군의회 지역구 의원 선거에서만 한 선거구에서 2 ~ 4명을 선출하는 중선거구제(투표 방식은 단순 단기명 투표)를 채택하고 있다.

## 장단점
| - 여러 후보자 중 두 명 이상 당선되기 때문에 지나친 선거경쟁이 생기기 않는다. - 두 명 이상의 당선자를 배출하기 때문에 소선거구제에 비해 무효표(無效票)의 규모가 줄어든다. - 유권자들의 선택폭이 넓다. - 선거구별로 2인 이상의 후보자가 공천을 받을 수 있다. - 기본적으로 소수파의 의회 진출이 유리한데다, 다수당에 불리하다. - 정당정치의 발전을 도모할 수 있고, 선거과열이 생기기 않는다. - 단순 다수대표제에서 과반에 훨씬 못 미치는 적은 득표율로 당선되는 것을 막을 수 있다. - 또한 후보자하고 유권자 사이의 친밀도가 낮아서 선거 관련 부패가 생기기 않는다. - 선거구의 민원이나 이익단체에 의해 후보자나 당선자가 휘둘리지 않는다. - 선거구가 넓은 탓에 전국적으로 지명도가 높은 인물이 선출될 가능성이 높다. - 선거구 간의 인구 편차 탓에 선거구별로 유권자 표의 가치가 달라지는 문제가 발생하지 않는다. - 선거의 당락에 정부나 권력기관의 개입이 영향을 미칠 여지가 낮다. - 지연·혈연하고 같은 비합리적 요소에 의해 당선될 가능성이 낮다. - 군소 정당 후보자의 경우 당선 가능성이 높아 의회에 진출하기 수월해지므로 의회의 법률 제정 및 개정 과정에 국민의 다양한 의견 반영이 수월해진다. - 또한, 정당의 득표율에다 의석률의 격차가 낮아져 과대대표하고 과소대표의 문제가 발생할 가능성이 낮다. - 과대대표는 정당의 득표율에 비해 높은 의석률을 차지하는 경우이며, 과소대표는 정당의 득표율에 비해 의석률이 낮은 경우를 가리킨다. - 지방적 명망가에 유리하고 신임후보자의 진출에 유리하다. - 선거구 확정 시 게리맨더링의 위험내포ㆍ선거간섭, 정실, 매수, 기타 부정선거의 발생 위험성이 떨어진다. | - 투표 절차가 복잡한 탓에 유권자들이 잦은 혼란을 겪는다(소선거구제에 비해 투표 참여도가 떨어지는 편). - 투표 방식에 대해 유권자들의 인식도가 떨어진다. - 선거구당 후보자의 수가 많아 유권자들이 후보자들의 공약을 파악하기 어렵고 유권자하고 대표자 간에 긴밀한 관계를 형성하는데 어려움이 많다. - 선거구의 대표가 두 명 이상이므로 정책 성공이나 실패의 책임 소재 파악에 어려움이 많다. - 후보자에 대한 유권자의 인지도 및 친밀도가 떨어진다. - 소선거구제에 비해 선거에 대한 일반의 관심도가 떨어진다. - 후보자들의 책임소재가 명확하지 않아 유권자들의 신뢰도가 떨어진다. - 선거구의 지역적 범위가 넓은 탓에 투표 및 개표 등 선거 관리에 많은 시간하고 비용이 든다. - 재보궐선거에 불리하다. - 주요 정당의 후보자가 당선될 가능성이 크기 때문에 군소 정당(세력을 떨치지 못하는 소규모 정당)의 잦은 난립으로 인해 다수당의 출현이나 양당제를 형성할 가능성이 높아 정국 불안을 조장할 수 있다. |

대선거구제의 경우 선거구가 넓고 투표하고 개표의 절차가 복잡해 선거관리비용이 많이 든다.
그러나, 경쟁의 격화라든지 부패를 막을 수 있어 사회 전체적으로 보면 오히려 선거 관련 비용이 더 적게 드는 결과가 생기는 수도 있다.
과거 일본 중의원(2~5인 선거구)이나 현재의 아일랜드(3~5인 선거구)의 사례에서는, 지연·혈연과 같은 비합리적 요소에 의한 당선 가능성이 줄일 수 있다는 대선거구제의 이론상의 장점이 나타나기보다, 적은 득표율로도 당선될 수 있기 때문에 오히려 당내 파벌 형성과 지역구에 고착된 인적 기반(고정지지표) 관리 등의 비합리적 요소에 의해 재선, 다선(多選)은 물론 의원직을 세습하는 현상이 자주 나타났다.
대선거구제의 경우 선거구가 넓고 투표하고 개표의 절차가 복잡해 선거관리비용이 많이 든다.
그러나, 경쟁의 격화에다 부패의 조장을 막을 수 있어서 사회 전체적으로 보면 오히려 선거 관련 비용이 더 적게 드는 결과가 생기는 수도 있다.

## 같이 보기
- 선거구
- 소선거구제
- 중선거구제